# Streifen (Bad Grönenbach)
Streifen ist ein Ortsteil des Kneippheilbades Bad Grönenbach im Landkreis Unterallgäu in Bayern.

## Geografie

### Topographie
Der Weiler liegt etwa drei Kilometer östlich von Bad Grönenbach und rund 500 Meter nördlich des Dorfes Ittelsburg auf einer Höhe von 702 m ü. NN. Streifen grenzt im Uhrzeigersinn, im Norden beginnend, an die Gemeinde Wolfertschwenden, den Weiler Falken, die Dörfer Ittelsburg und Thal.

### Geologie
Streifen befindet sich auf Schotter der Würmeiszeit des Pleistozäns. Der Untergrund besteht aus Kies und Sand.

## Geschichte
Streifen wurde 1370 erstmals erwähnt, als Hainer von Hattenberg von Walter von Swertfürbe Rechte übernahm. Nachweisbaren Besitz in Streifen hatten Memminger Bürger noch bis 1566.